# Amp Futbol Ekstraklasa
Amp Futbol Ekstraklasa je polská klubová soutěž ve fotbale amputovaných. Vítěz se stává mistrem Polska. Soutěž můžou hrát i přizvané týmy z jiných zemí (Anpfif Hoffenheim v roce 2017). První ročník se hrál v roce 2015, soutěž se koná každý rok. Nejvíce titulů má Husaria Krakov a její nástupce Wisła Krakov.

## Přehled turnajů
| Sezóna | #  | Zlatá medaile             | Stříbrná medaile              | Bronzová medaile                                        | Nejlepší střelec                                      | Góly | Nejlepší hráč                       | Nejlepší brankář                        | Počet týmů |
| ------ | -- | ------------------------- | ----------------------------- | ------------------------------------------------------- | ----------------------------------------------------- | ---- | ----------------------------------- | --------------------------------------- | ---------- |
| 2015   | 1  | Husaria Krakov            | Gryf Štětín                   | GKS Góra                                                | Tomasz Miś (Husaria)                                  | 12   | Mateusz Kabała (Husaria)            | Marek Zadębski (Husaria)                | 4 kluby    |
| 2016   | 2  | Husaria Krakov            | GKS Góra                      | Lampart Varšava                                         | Tomasz Miś (Husaria)                                  | 15   | Bartosz Łastowski (Gryf)            | Jakub Popławski (Lampart)               | 5 klubů    |
| 2017   | 3  | Husaria Krakov            | Gloria Varšava                | Kuloodporni Bielsko-Biała                               | Jakub Kożuch (Gloria)                                 | 18   | Jakub Kożuch (Gloria)               | Jakub Popławski (Gloria)                | 5 klubů    |
| 2018   | 4  | Gloria Varšava            | Kuloodporni Bielsko-Biała     | Husaria Krakov                                          | Jakub Kożuch (Gloria) Bartosz Łastowski (Kuloodporni) | 11   | Krystian Kapłon (Husaria)           | Jakub Popławski (Gloria)                | 4 kluby    |
| 2019   | 5  | Kuloodporni Bielsko-Biała | Husaria Krakov                | Legia Varšava                                           | Bartosz Łastowski (Kuloodporni)                       | 24   | Bartosz Łastowski (Kuloodporni)     | Igor Woźniak (Husaria)                  | 4 kluby    |
| 2020   | 6  | Legia Varšava             | Husaria Krakov/Wisła Krakov   | Kuloodporni Bielsko-Biała/TSP Kuloodporni Bielsko-Biała | Krystian Kapłon (Wisła)                               | 19   | Krystian Kapłon (Wisła)             | Jakub Popławski (Legia)                 | 5 klubů    |
| 2021   | 7  | Wisła Krakov              | Legia Varšava                 | TSP Kuloodporni Bielsko-Biała                           | Bartosz Łastowski (Legia)                             | 29   | Krystian Kapłon (Wisła)             | Łukasz Miśkiewicz (TSP Kuloodporni)     | 5 klubů    |
| 2022   | 8  | Wisła Krakov              | TSP Kuloodporni Bielsko-Biała | Legia Varšava                                           | Bartosz Łastowski (TSP Kuloodporni)                   | 27   | Bartosz Łastowski (TSP Kuloodporni) | Igor Woźniak (Wisła)                    | 6 klubů    |
| 2023   | 9  | Wisła Krakov              | TSP Kuloodporni Bielsko-Biała | Warta Poznań                                            | Kamil Grygiel (Wisła)                                 | 26   | Kamil Grygiel (Wisła)               | Ałeksandr Kupryjanow (Nowe Technologie) | 7 klubů    |
| 2024   | 10 |                           |                               |                                                         |                                                       |      |                                     |                                         | 8 klubů    |